# Chrysophyllum imperiale
Chrysophyllum imperiale är en tvåhjärtbladig växtart som först beskrevs av Jean Jules Linden, Karl Heinrich Koch och Gustav Adolf Fintelmann, och fick sitt nu gällande namn av George Bentham och Joseph Dalton Hooker. Chrysophyllum imperiale ingår i släktet Chrysophyllum och familjen Sapotaceae. IUCN kategoriserar arten globalt som starkt hotad. Inga underarter finns listade i Catalogue of Life.

## Bildgalleri

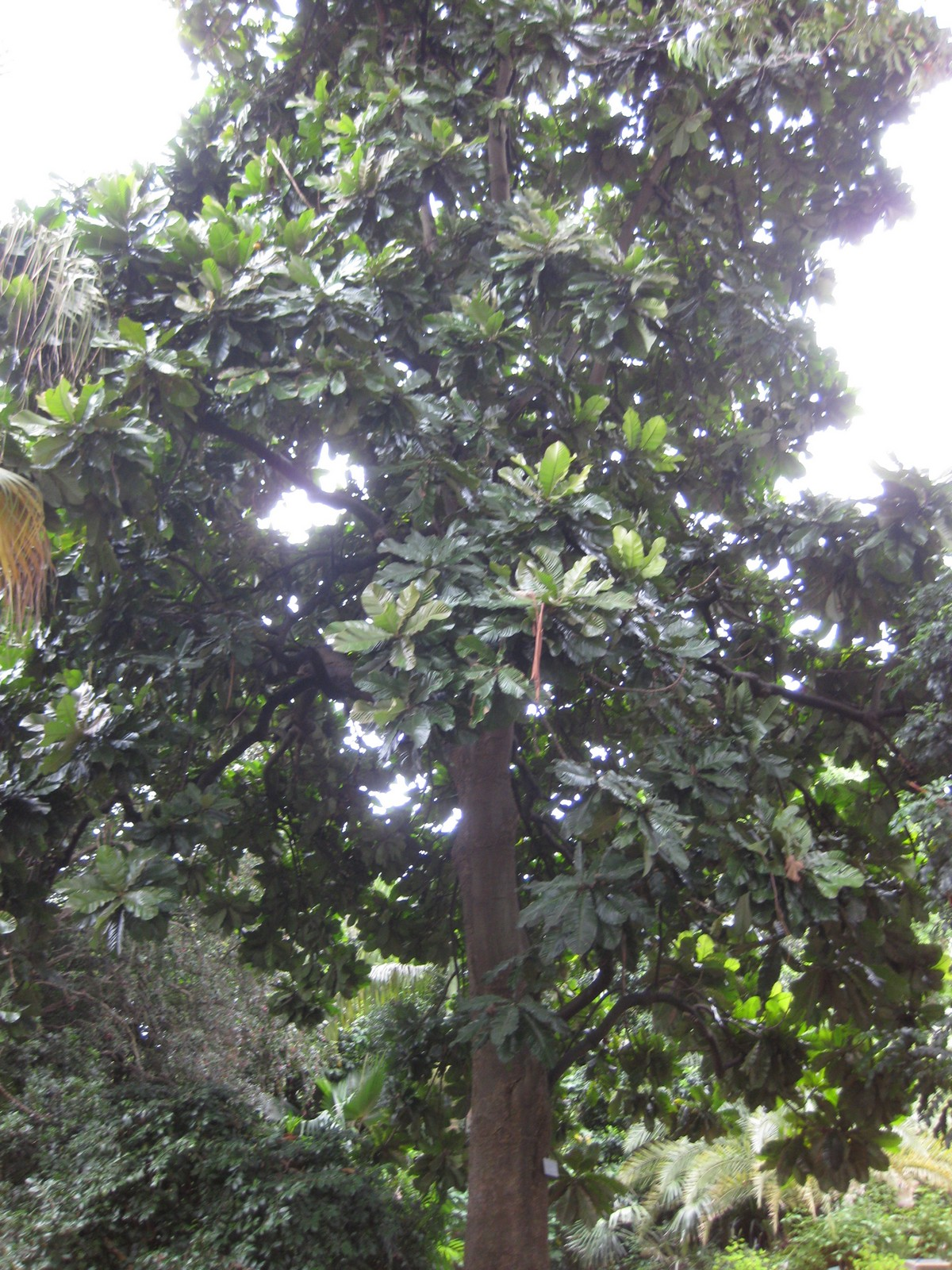
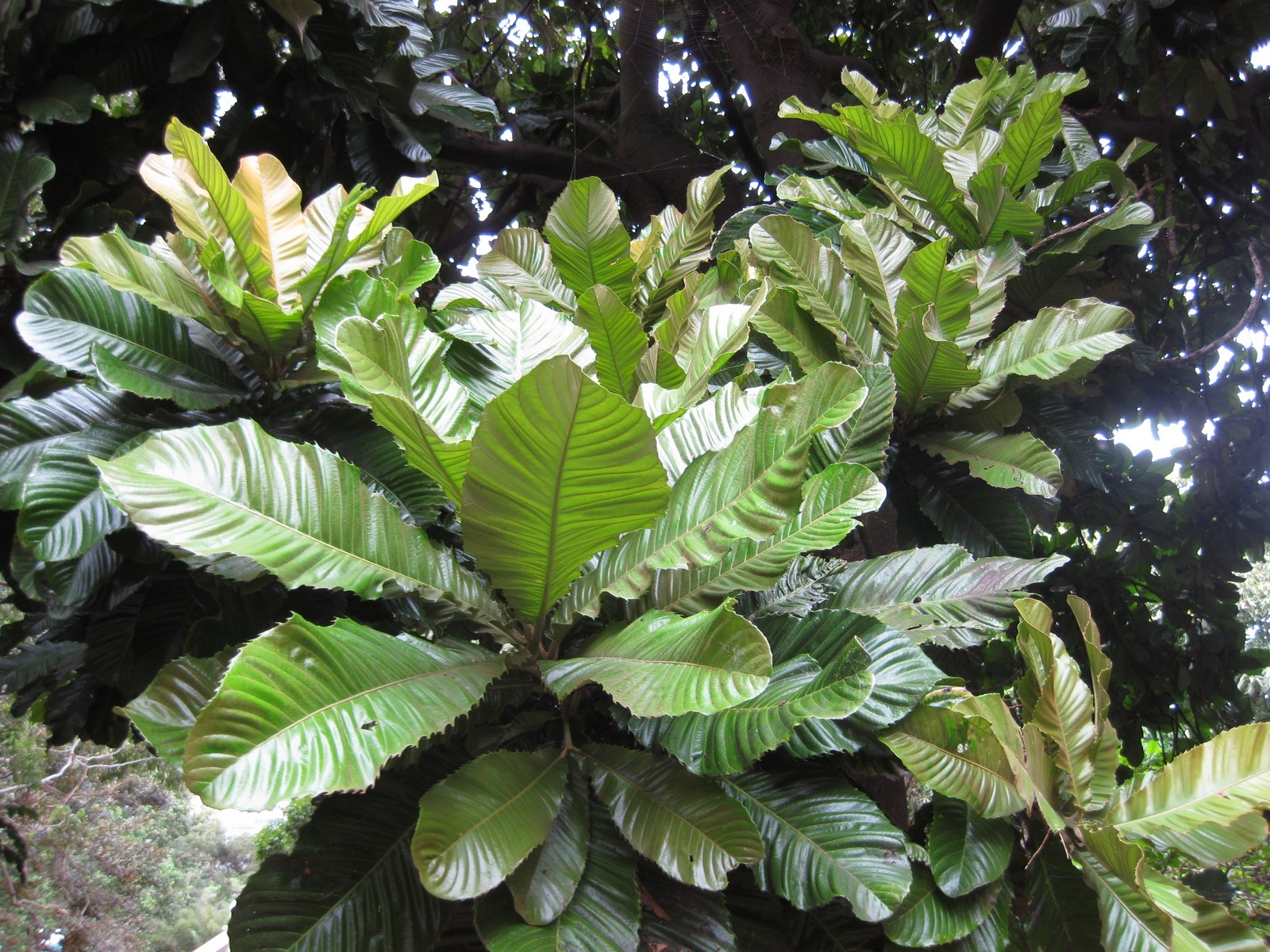
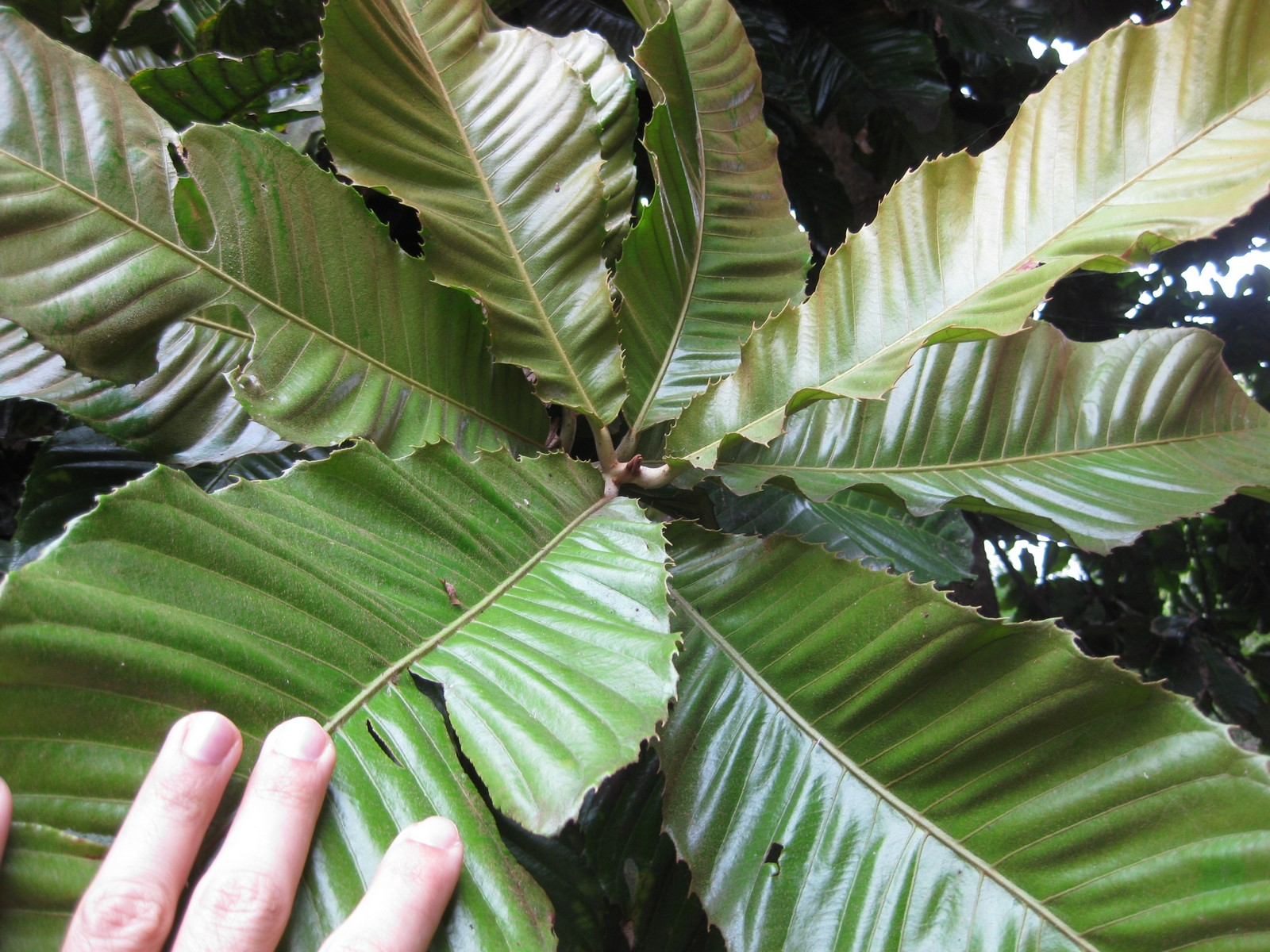
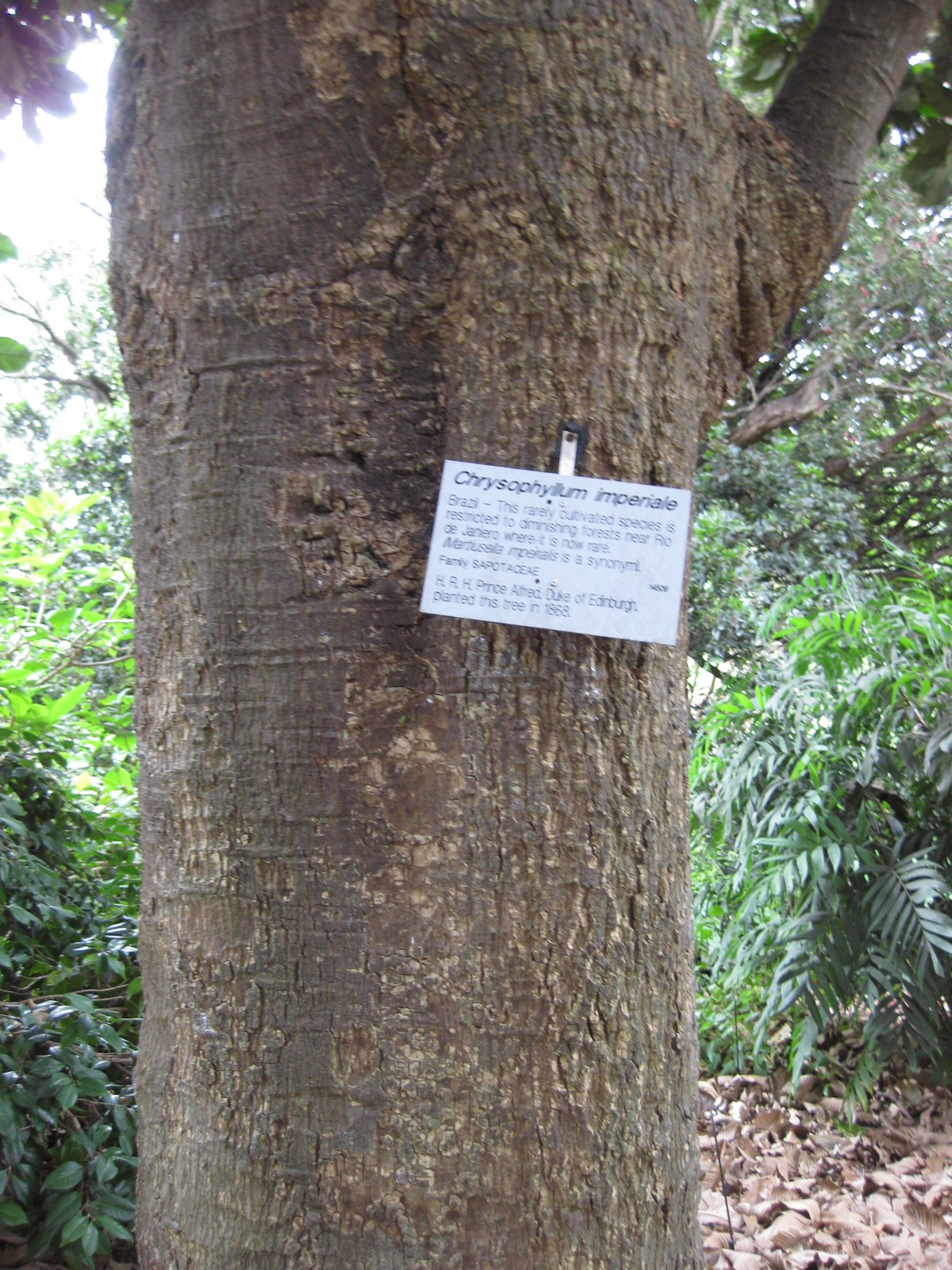